# USS Lexington (CV-2)
USS Lexington (CV-2) var ett amerikanskt hangarfartyg av Lexington-klass under andra världskriget. Hon sänktes av japanerna under slaget om Korallhavet den 8 maj 1942. Hon byggdes på Fore River Shipyard och sjösattes den 3 oktober 1925. Var från början menad att den skulle byggas till en slagkryssare men byggdes om till hangarfartyg.